# US Hostert
Die Union Sportive Hostert  ist ein luxemburgischer Fußballverein aus Niederanven. Der Verein trägt seine Heimspiele im 1.500 Zuschauer fassenden Stade Jos Becker aus.

## Geschichte
Die US Hostert wurde am 24. März 1946 gegründet.
Der Verein spielte nie höher als drittklassig, bis 2006 der Aufstieg in die Ehrenpromotion gelang. Es folgte der sofortige Wiederabstieg in die 1. Division. 2008 gelang die unmittelbare Rückkehr in die Zweitklassigkeit durch ein 1:0 im Barragespiel gegen den FC Cebra 01.
Nachdem 2010 der Abstieg als Drittletzter im Barragespiel gegen Alliance Aischdall Hobscheid-Eischen durch einen 4:3-Sieg im Elfmeterschießen gerade noch abgewendet werden konnte, stieg die Mannschaft am Ende der Saison 2010/11 als Dritter der Ehrenpromotion durch ein 6:4 im Elfmeterschießen gegen den 12. der BGL Ligue FC Wiltz 71 erstmals in der Vereinsgeschichte in die höchste luxemburgische Spielklasse auf.
In der Saison 2011/12 gelangen dem Team um den portugiesischen Trainer Carlos Teixeira in 26 Spielen lediglich zwei Siege und zwei Unentschieden, so dass US Hostert die BGL Ligue nach nur einer Spielzeit als abgeschlagener Tabellenletzter verlassen musste. 2014 gelang die Rückkehr in die Nationaldivision. Es folgte der direkte Wiederabstieg am Ende der Saison 2014/15.
Nach einem vierten Platz in der Saison 2015/16 gelang ein Jahr später als Dritter der Ehrenpromotion durch ein 6:4 im Elfmeterschießen des Barragespiels gegen den Drittletzten der BGL Ligue Jeunesse Canach zum dritten Mal der Aufstieg in die BGL Ligue. Die Saison 2017/18 begann mit einem überraschenden 2:1-Sieg gegen den amtierenden Meister F91 Düdelingen. Im weiteren Saisonverlauf geriet der Klub nie in Abstiegsgefahr und hatte zeitweise sogar Kontakt zu den Europapokalplätzen. Am Ende belegten die Grün-Weißen den 8. Platz. Saisonhöhepunkt war jedoch der erstmalige Einzug in das Finale der Coupe de Luxembourg, welches mit 3:4 n. E. gegen den Ligakonkurrenten RFC Union Luxemburg verloren ging.
Die folgende Saison 2018/19 begann mit einer 1:6-Heimniederlage gegen FC UNA Strassen. Während der gesamten Spielzeit stand Hostert auf einem Abstiegs- oder dem Relegationsplatz, auf dem das Team die Saison abschloss. Das Barragespiel gegen den Dritten der Ehrenpromotion 2018/19 Swift Hesperingen gewannen die „Gréngewalder“ mit 2:0 und sicherten sich den Klassenerhalt. Nach dem Spiel beendete René Peters seine aktive Laufbahn. Er übernahm zur Saison 2019/20 den Cheftrainerposten von Henri Bossi. Im März 2020 wurde Peters entlassen und Bossi kehrte zurück.
Nach dem Abstieg aus der BGL Ligue am Ende der Saison 2022/23 schaffte Hostert in der darauffolgenden Spielzeit durch ein 3:1 nach Verlängerung im Barragespiel gegen den 13. der BGL Ligue, UN Käerjéng 97, den sofortigen Wiederaufstieg.

## Erfolge
- Luxemburgischer Pokalfinalist: 2018